# Rantzau (kommune)
 For alternative betydninger, se Rantzau. (Se også artikler, som begynder med Rantzau)
Rantzau er en by og kommune i det nordlige Tyskland, beliggende i Amt Großer Plöner See under Kreis Plön. Kreis Plön ligger i den østlige/centrale del af delstaten Slesvig-Holsten.

## Geografi
Rantzau er beliggende omkring 11 km nordøst for Plön og 7 km sydvest for Lütjenburg ved Bundesstraße 430. Fra 1910 til 1938 var der i Rantzau jernbanestation på linjen Kleinbahn Kirchbarkau–Preetz–Lütjenburg.